# Koko (gorila)
Hanabiko "Koko" (São Francisco, 4 de julho de 1971 — Woodside, 19 de junho de 2018) foi uma gorila-ocidental-das-terras-baixas fêmea, conhecida por alegações de ter aprendido a se comunicar por meio de uma versão modificada da língua de sinais norte-americana (ASL).
Koko nasceu no Zoológico de São Francisco e viveu a maior parte de sua vida em Woodside, nas reservas da The Gorilla Foundation. Seu nome é de origem japonesa e significa "fogos de artifício" (花火子, Hanabiko), uma referência à sua data de nascimento, no dia da independência dos Estados Unidos.
Sua instrutora e cuidadora, Francine Patterson, alegou que Koko entendia aproximadamente 2.000 palavras do inglês falado e possuía um vocabulário ativo com mais de 1.000 sinais do que Patterson chama de "língua de sinais de gorila" (GSL). Isso colocaria o vocabulário de Koko no mesmo nível de um humano de três anos.
As alegações de que Koko era capaz de se comunicar através da linguagem é amplamente rejeitada pela comunidade científica relevante por razões metodológicas e pela baixa qualidade das evidências. Ela entendia substantivos, verbos e adjetivos, incluindo conceitos abstratos como "bom" e "falso". É geralmente aceito que ela não usava sintaxe ou gramática, e que seu uso da linguagem não excedeu o de uma criança humana. No entanto, ela pontuou entre 70 e 90 em várias escalas de QI, e alguns especialistas, incluindo Mary Lee Jensvold, afirmam que Koko "[usava] a linguagem da mesma maneira que as pessoas".

## Juventude e popularidade
Koko nasceu em 4 de julho de 1971, no Zoológico de São Francisco, no estado da Califórnia, filha de sua mãe biológica Jacqueline e seu pai Bwana. Koko permaneceu com sua mãe até a idade de um ano, quando foi levada ao hospital do zoológico para ser tratada de uma doença fatal. Patterson, juntamente com Charles Pasternak, cuidaram originalmente de Koko no Zoológico de São Francisco como parte de sua pesquisa de doutorado na Universidade de Stanford, depois que Koko veio ao hospital do zoológico. Koko foi emprestada a Patterson e Pasternak com a condição de que passassem pelo menos quatro anos com ela. Eventualmente, Koko permaneceu com Patterson, apoiada pela The Gorilla Foundation, que Patterson fundou para apoiar a pesquisa e conservação de gorilas. Koko viveu a maior parte de sua vida em Woodside.
Em 1978, Koko ganhou atenção mundial ao ser retratada na capa da revista National Geographic. A foto da capa era uma imagem de Koko tirando sua própria foto no espelho. Koko apareceu novamente na capa da National Geographic em 1985 com uma foto dela e de seu gatinho, All Ball.
Na reserva, Koko conheceu e interagiu com uma variedade de celebridades, incluindo Robin Williams, Fred Rogers, Betty White, William Shatner, Flea, Leonardo DiCaprio, Peter Gabriel, e Sting.
Em agosto de 2004, Koko esteve nas notícias novamente devido a uma dor de dente. Ela comunicou que estava com dor, e de acordo com seus treinadores foi capaz de indicar o nível de dor numa escala de 1 a 10.

## Características

### Uso da linguagem
Patterson relatou que Koko fez vários usos complexos de sinais que sugeriam um grau de cognição mais desenvolvido do que geralmente é atribuído a primatas não humanos e seu uso de comunicação. Por exemplo, Koko foi relatada utilizando o deslocamento (a capacidade de se comunicar sobre objetos que não estão presentes no momento).  Aos 19 anos, Koko foi capaz de passar no teste do espelho de auto-reconhecimento, que a maioria dos outros gorilas falham.  Foi relatado que ela era capaz de transmitir memórias pessoais. Foi relatado que Koko usava metalinguagem, sendo capaz de usar a linguagem reflexivamente para falar sobre a própria linguagem, assinando "bom sinal" para outro gorila que usou a sinalização com sucesso. Koko também foi observada utilizando a linguagem de maneira enganosa e por usar declarações contrafactuais para efeitos humorísticos, sugerindo uma teoria de outras mentes subjacente.
Patterson relatou que documentou Koko inventando novos sinais para comunicar novos pensamentos. Por exemplo, ela disse que ninguém ensinou a Koko a palavra "anel", mas, para se referir a ela, Koko combinou as palavras "dedo" e "pulseira", daí "pulseira de dedo".
No entanto, linguistas e cientistas céticos questionaram os métodos de Patterson. As críticas de alguns cientistas centraram-se no fato de que, embora as publicações frequentemente aparecessem na imprensa popular sobre Koko, as publicações científicas com dados substanciais eram em menor número. Outros pesquisadores argumentaram que Koko não entendia o significado por trás do que estava fazendo e aprendeu a completar os sinais simplesmente porque os pesquisadores a recompensaram por isso (indicando que suas ações eram produto do condicionamento operante). Outra preocupação que foi levantada sobre a capacidade de Koko de expressar pensamentos coerentes por meio de sinais é que a interpretação da conversa do gorila foi deixada para o manipulador, que pode ter concluído erroneamente. Após as publicações iniciais de Patterson em 1978, uma série de avaliações críticas de seus relatórios de comportamento de sinalização em grandes macacos argumentou que as evidências de vídeo sugeriu que Koko estava simplesmente sendo instigada por pistas inconscientes de seus treinadores para exibir sinais específicos, no que é comumente chamado de efeito Hans esperto.

### Inteligência
Entre 1972 e 1977, Koko foi administrado vários testes de QI infantil, incluindo o Cattell Infant Intelligence Scale e formulário B do Peabody Picture Vocabulary Test. Ela alcançou pontuações na faixa de 70–90, que é comparável a um bebê humano lento, mas não com deficiência intelectual. De acordo com Francine Patterson, no entanto, é especioso comparar seu QI diretamente com o de um bebê humano porque os gorilas desenvolvem habilidades locomotoras mais cedo do que os humanos e muitos testes de QI para bebês requerem principalmente respostas motoras. Gorilas e humanos também amadurecem em taxas diferentes, portanto, usar a idade cronológica de um gorila para calcular seus resultados de QI em uma pontuação que não é muito útil para fins comparativos.

### Animais de estimação
Pesquisadores da Gorilla Foundation disseram que Koko pediu um gato no Natal de 1983. Ron Cohn, um biólogo da fundação, explicou ao Los Angeles Times que, quando ela recebeu um bicho de pelúcia, ela não ficou nada satisfeita. Ela não brincou com ele e continuou a sinalizar "triste". Então, em seu aniversário em 1984, ela pôde escolher um gatinho de uma ninhada de gatinhos abandonados. Koko selecionou um macho cinzento manês e chamou-o de "All Ball". Penny Patterson, que tinha a custódia de Koko e organizou a Fundação Gorila, escreveu que Koko cuidava do gatinho como se fosse um bebê gorila. Os pesquisadores disseram que ela tentou amamentar All Ball e foi muito gentil e amorosa. Eles acreditavam que o cuidado de Koko com o gatinho e as habilidades que ela adquiriu brincando com bonecas seriam úteis para Koko aprender a criar uma prole.
Em dezembro de 1984, All Ball escapou da gaiola de Koko e foi atropelado e morto por um carro. Mais tarde, Patterson disse que quando ela contou para Koko que All Ball tinha sido morto, Koko assinou "Mau, triste, mau" e "Franzir a testa, chorar, franzir a testa, triste, encrenca". Patterson também relatou mais tarde ter ouvido Koko fazendo um som semelhante ao choro humano.
Em 1985, Koko foi autorizada a escolher dois novos gatinhos de uma ninhada para serem seus companheiros. Os animais que ela escolheu, que ela chamou de "Lipstick" e "Smoky", também eram maneses.
A Gorilla Foundation também representou brevemente o lar de uma arara de asa verde macho de origem misteriosa que foi encontrada habitando o terreno e se alimentando de nêsperas, embora ele não fosse um animal de estimação de Koko da mesma forma que seus gatos. Inicialmente assustada com o papagaio, Koko o chamou de "Devil Tooth", "devil" provavelmente por sua cor vermelha, e "dente" por causa de seu bico branco; a equipe humana ajustou o nome para "Devil Beak" e, finalmente, para "DB".
Para comemorar seu aniversário em julho de 2015, Koko recebeu mais uma ninhada de gatinhos. Escolhendo duas fêmeas, ela as chamou de Miss Black e Miss Grey.

## Vida posterior e morte
Depois que a pesquisa de Patterson com Koko foi concluída, o gorila mudou-se para uma reserva em Woodside. Na reserva, Koko morava com outro gorila, Michael, que também aprendeu a língua de sinais, mas morreu em 2000. Ela então morou com outro gorila macho, Ndume, até sua morte.
Koko morreu enquanto dormia durante a manhã de 19 de junho de 2018, na reserva da Gorilla Foundation em Woodside, aos 46 anos. A Gorilla Foundation divulgou uma declaração de que "O impacto foi profundo e o que ela nos ensinou sobre a capacidade emocional dos gorilas e suas habilidades cognitivas continuará a moldar o mundo. Mesmo que Koko tivesse 46 anos quando ela morreu, sua morte pegou membros da equipe da Gorilla Foundation de surpresa.

## Na mídia
O trabalho de Koko e Patterson com ela foi tema de vários livros e documentários.
- 1978 Koko: A Talking Gorilla, um documentário de Barbet Schroeder
- 1978 capa da revista National Geographic, bem como artigo de destaque
- 1980 Congo, um romance Michael Crichton inspirado pela história de Koko
- 1981 The Education of Koko, um livro por Patterson e o naturalista Eugene Linden (ISBN 0030461014)
- 1985 Koko's Kitten, um livro de imagens de Patterson e o fotógrafo Ronald Cohn (ISBN 0590444255)
- 1986 Silent Partners: The Legacy of the Ape Language Experiments, um livro por Eugene Linden (ISBN 0345342348)
- 1987 Koko's Story, um livro infantil por Patterson para a Scholastic Corporation (ISBN 0590413643)
- 1990 Koko's Kitten, uma reconstituição de 15 minutos da história da adoção de um gatinho por Koko, apresentada no programa infantil da PBS Reading Rainbow
- 1999 A Conversation with Koko, um documentário da PBS, narrado por Martin Sheen
- 1999 The Parrot's Lament, por Eugene Linden (ISBN 0525944761)
- 2000 Koko-Love!, um livro de imagens por Patterson e o fotógrafo Ronald Cohn (ISBN 0525463194)
- 2001 Koko and Robin Williams, um pequeno artigo sobre Robin Williams conhecendo Koko
- 2008 Little Beauty, um livro de imagens por Anthony Browne inspirado pela adoção de um gatinho por Koko (ISBN 0763649678)
- 2016 Koko: The Gorilla Who Talks to People, um documentário da BBC também apresentado pela PBS
- 2019 A Wish for Koko, um livro infantil em honra à vida de Koko